# 赫爾曼·馬沙巴
赫爾曼·馬沙巴（英語：Herman Mashaba，由聰加語拼寫Maxaba英語化而來；1959年8月26日—）是一位南非企業家、政治人物，為民主聯盟黨員，曾擔任約翰內斯堡市長。他是美髮產品公司Black Like Me（如我一樣黑）的創始人。他因其人生故事而在南非聞名：他成長於與貧困及種族隔離政府的鬥爭之中，馬沙巴開設自己的髮型業務，並成為南非最大的髮型品牌，使他成為百萬富翁。在民主聯盟領導人競選中，他公開支持姆穆西·邁馬內。除此之外，馬沙巴還寫了他的自傳——《Black Like You》。在哲學上，他是一個自由主義者及“資本主義鬥士”，其最高價值為“個人自由”。
2016年8月22日，馬沙巴在全國地方政府選舉後首次出席議會，並當選成為約翰內斯堡市長。2019年10月21日，他宣布將辭去約翰內斯堡市長一職，並於11月27日正式卸任。

## 早年生活與事業
馬沙巴在豪登省哈曼斯克拉爾加拉莫策的一個貧困家庭長大。為了養家糊口，他的母親經常需要外出工作，而照顧馬沙巴的責任則落在姐妹們的身上。
他的哥哥在15歲時輟學，從不起眼的工作轉到另一份工作。馬沙巴意識到，教育對於他擺脫惡性循環貧困來說至關重要。他高中畢業後進入比勒陀利亞大學學習會計學，但並未完成高等教育。
馬沙巴自小便顯露出戰略性思考的能力，他曾在沒有駕駛執照且毫無駕駛經驗的情況下買了一輛汽車，並把車駛離了經銷商。此後，馬沙巴經常駕著車到各處從事銷售的工作，投入工作的熱忱使他越來越肯定自己在推銷方面的天分，對業務有著堅定不移的本能。他開始銷售黑人護髮產品“SuperKurl”（超級捲），並成為他們的頭號收入來源。不久，馬沙巴便發現自己在銷售這些產品的過程中得到樂趣，他不滿足於只作一名平凡的員工。馬沙巴的創業經歷被記載於由莫奇·馬古拉（Moky Makura）撰寫的《南非最傑出的企業家們》（South Africa's Greatest Entrepreneurs）一書中的其中一篇文章，該文章由伊莎貝拉·莫利斯（Isabella Morris）所撰寫。
1985年的情人節，馬沙巴從好友沃爾特·杜比（Walter Dube）手中獲得了一筆30,000南非蘭特的貸款，並以此資金創立了自己的公司“Black Like Me”（如我一樣黑）。
馬沙巴為一名音樂愛好者。經過五年秘密課程後，他對外透露自己能演奏鋼琴。

## 政治
從2012年至2014年5月期間，馬沙巴擔任自由市場基金會的主席。直到他以“普通正式會員”身份加入民主聯盟時，馬沙巴宣佈辭去基金會主席的職務，理由是基金會需要保持政治上的公正。
2015年12月，馬沙巴宣布接受民主聯盟的提名，作為約翰內斯堡市市長候選人來參與2016年的地方政府選舉。另一位可能的民主聯盟候選人是拉貝拉尼·多加達。

### 約翰內斯堡市長
在2016年8月3日的市政選舉中，執政黨非洲人國民大會在約翰內斯堡只取得44.12%選票，失去多數地位，而民主聯盟則取得38.33%的選票。民主聯盟與經濟自由戰士進行對話，建議組成聯盟。雖然經濟自由戰士拒絕了這一提議，但他們同意儘管有疑慮，亦會投票支持馬沙巴擔任約翰內斯堡市長。
2016年8月22日，馬沙巴宣誓就任約翰內斯堡市議員。當天稍候，馬沙巴宣誓就任約翰內斯堡市長，他是自1994年以來首位不是非國大黨籍的約翰內斯堡市長。2019年10月21日，由於與民主聯盟領導層存在分歧，他宣布辭去將市長職務。11月27日，馬沙巴正式卸任。

### 勞工議題
馬沙巴認為非國大在後種族隔離時期的勞工政策對於資方“過於嚴苛”。
他領導自由市場基金會對憲法法院進行質疑，認為《勞資關係法》第32條違憲。自由市場基金會認為議價委員會的過程減少了競爭，因為較小的企業可能無力承擔較大企業與工會之間商定的較高工資，從而進一步加劇了南非的失業率。

## 外部連結
- Herman Mashaba's Bio on his Autobiography Book's website（页面存档备份，存于）
- Herman Mashaba's page on WhosWho South Africa